# Heinsius (cráter)

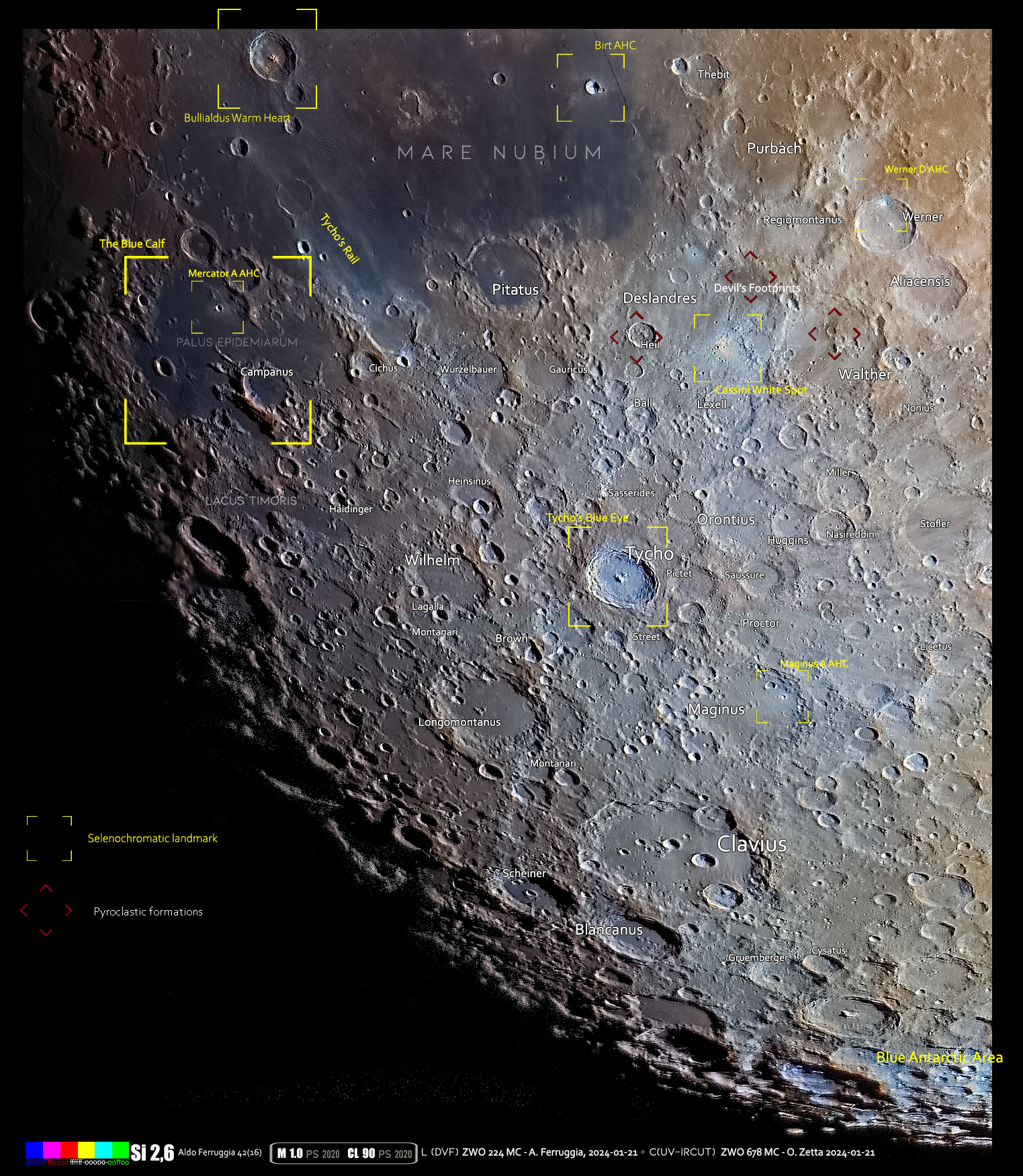
Área del cráter en formato selenocromático

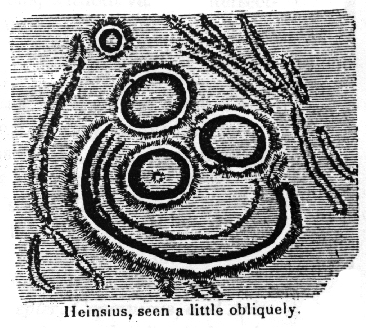
Esquema de Heinsius dibujado por el naturalista estadounidense James Dwight Dana (1813-1895).

Heinsius es un cráter de impacto erosionado que se encuentra en la parte suroeste de la Luna. Está situado al noroeste del prominente cráter Tycho, cuyo sistema de marcas radiales pasa al norte y al sur de Heinsius, así como marca el borde y el interior con sus materiales de distinto albedo. Al sursudoeste de Heinsius aparece la llanura amurallada del cráter de mayor tamaño Wilhelm.
|  |

La parte sur del cráter ha sido fuertemente dañada por impactos posteriores. Tanto Heinsius B como Heinsius C atraviesan el borde sur y suroeste del cráter principal, mientras que Heinsius A se encuentra en el suelo interior del lado sur. Juntos estos tres cráteres satélite forman una disposición triangular con los bordes separados solamente por algunos kilómetros unos de otros. Si Heinsius poseía un pico central, ahora está cubierto por las rampas exteriores de Heinsius A.
La mitad norte del brocal se ha conservado algo mejor, aunque también notablemente desgastada y redondeada debido a la erosión de otros impactos. Presenta una  amplia terraza a lo largo de la pared interior en su lado noreste. Un pequeño cráter se halla exactamente en el borde del sector noroeste. El suelo interior de la zona norte es relativamente llano y sin rasgos distintivos.

## Cráteres satélite
Por convención estos elementos se identifican en los mapas lunares colocando la letra en el lado del punto medio del cráter que está más cercano a Heinsius.
|          | \| Heinsius \| Coordenadas \| Diámetro \| \| -------- \| ------------------------------ \| -------- \| \| A \| 39°42′S 17°36′O / -39.7, -17.6 \| 20 km \| \| B \| 40°00′S 18°36′O / -40.0, -18.6 \| 23 km \| \| C \| 40°36′S 17°54′O / -40.6, -17.9 \| 23 km \| \| D \| 38°48′S 20°42′O / -38.8, -20.7 \| 7 km \| \| E \| 37°48′S 19°30′O / -37.8, -19.5 \| 17 km \| \| F \| 40°30′S 19°42′O / -40.5, -19.7 \| 7 km \| \| G \| 38°18′S 14°30′O / -38.3, -14.5 \| 11 km \| \| H \| 37°24′S 18°30′O / -37.4, -18.5 \| 8 km \| \| J \| 39°18′S 20°24′O / -39.3, -20.4 \| 8 km \| \| K \| 38°30′S 18°30′O / -38.5, -18.5 \| 5 km \| \| L \| 41°12′S 18°24′O / -41.2, -18.4 \| 8 km \| \| M \| 40°54′S 15°18′O / -40.9, -15.3 \| 14 km \| \| N \| 37°18′S 14°42′O / -37.3, -14.7 \| 7 km \| \| O \| 38°48′S 14°48′O / -38.8, -14.8 \| 5 km \| \| P \| 39°24′S 13°48′O / -39.4, -13.8 \| 40 km \| \| Q \| 39°54′S 14°30′O / -39.9, -14.5 \| 35 km \| \| R \| 40°12′S 20°42′O / -40.2, -20.7 \| 5 km \| \| S \| 39°36′S 16°54′O / -39.6, -16.9 \| 7 km \| \| T \| 39°42′S 16°30′O / -39.7, -16.5 \| 7 km \| |          |
| Heinsius | Coordenadas | Diámetro |
| A        | 39°42′S 17°36′O / -39.7, -17.6 | 20 km    |
| B        | 40°00′S 18°36′O / -40.0, -18.6 | 23 km    |
| C        | 40°36′S 17°54′O / -40.6, -17.9 | 23 km    |
| D        | 38°48′S 20°42′O / -38.8, -20.7 | 7 km     |
| E        | 37°48′S 19°30′O / -37.8, -19.5 | 17 km    |
| F        | 40°30′S 19°42′O / -40.5, -19.7 | 7 km     |
| G        | 38°18′S 14°30′O / -38.3, -14.5 | 11 km    |
| H        | 37°24′S 18°30′O / -37.4, -18.5 | 8 km     |
| J        | 39°18′S 20°24′O / -39.3, -20.4 | 8 km     |
| K        | 38°30′S 18°30′O / -38.5, -18.5 | 5 km     |
| L        | 41°12′S 18°24′O / -41.2, -18.4 | 8 km     |
| M        | 40°54′S 15°18′O / -40.9, -15.3 | 14 km    |
| N        | 37°18′S 14°42′O / -37.3, -14.7 | 7 km     |
| O        | 38°48′S 14°48′O / -38.8, -14.8 | 5 km     |
| P        | 39°24′S 13°48′O / -39.4, -13.8 | 40 km    |
| Q        | 39°54′S 14°30′O / -39.9, -14.5 | 35 km    |
| R        | 40°12′S 20°42′O / -40.2, -20.7 | 5 km     |
| S        | 39°36′S 16°54′O / -39.6, -16.9 | 7 km     |
| T        | 39°42′S 16°30′O / -39.7, -16.5 | 7 km     |